# Maiken Fruergaard
Maiken Fruergaard Sørensen (* 11. Mai 1995 in Odense) ist eine dänische Badmintonspielerin. 

## Karriere
Maiken Fruergaard gewann bei den dänischen Badmintonmeisterschaften 2013 Bronze im Damendoppel mit Sara Thygesen. Mit ihr wurde sie auch bei den Spanish International 2013 und den Dutch International 2014 Zweite sowie bei den Spanish International 2014 Dritte. Auch das Damendoppel der Swedish Masters 2016 gewannen beide. 2024 wurden beide Dänische Meister.